# Epsilon Ceti
Epsilon Ceti (ε Ceti, förkortat Epsilon Cet, ε Cet) som är stjärnans Bayerbeteckning, är en dubbelstjärna belägen i den östra delen av stjärnbilden Valfisken (stjärnbild). Den har en kombinerad skenbar magnitud på 4,84 och är svagt synlig för blotta ögat där ljusföroreningar ej förekommer. Baserat på parallaxmätning inom Hipparcosuppdraget på ca 35,1 mas, beräknas den befinna sig på ett avstånd av ca 93 ljusår (ca 29 parsek) från solen.

## Egenskaper
Primärstjärnan, Epsilon Ceti A, är en gulvit stjärna i huvudserien av spektralklass F2 V. Den har en uppskattad massa som är ca 1,4 gånger större än solens massa, en radie som är ca 1,7 gånger större än solens och utsänder från dess fotosfär ca 7 gånger mera energi än solen vid en effektiv temperatur på ca 6 540 K.
Epsilon Ceti är en spektroskopisk dubbelstjärna med en omloppsperiod på 2,65 år och en excentricitet på 0,23. Halva storaxeln i omloppsbanan är 0,11 AE eller 11 procent av avståndet mellan solen och jorden. Följeslagarens spektrum kan inte lätt separeras från primärstjärnans, så dess typ kan endast uppskattas som en stjärna i huvudserien i intervallet mellan klasserna F7V och G4V, och dess massa är ungefär lika med solens massa.